# Belitsa
Belitsa (Bulgaars: Белица) is een stad en een gemeente in de Bulgaarse oblast Blagoëvgrad in het zuidwesten van het land. Op 31 december 2018 telt het stadje Belitsa 3.024 inwoners, terwijl de gemeente Belitsa in datzelfde jaar 9.316 inwoners telt.

## Geografie
De gemeente Belitsa ligt in het noordoosten van de oblast Blagoëvgrad. Het totale landoppervlak is ongeveer 227 km², grotendeels bestaande uit  bosgebieden. Het gebied is vrij berg- en heuvelachtig, aangezien het zich tussen de bergketens Pirin, het Rilagebergte en de Rodopen bevindt. De rivier Maritsa stroomt door de gemeente Belitsa.
De gemeente Belitsa omvat 12 nederzettingen, waarvan er 8 verspreid liggen in het hoge bergachtige deel van de Rodopen.  Het gemeentelijk centrum van Belitsa ligt in het zuidelijke deel van  Rila en is via een omleiding verbonden aan de internationale wegen  E79 en  E80, die de bereikbaarheid naar steden als  Sofia (172 km) en Blagoëvgrad (72 km) bevorderen. 
De gemeente Belitsa grenst aan zes andere gemeenten (met de klok mee): Samokov, Jakoroeda, Velingrad, Bansko, Razlog en Rila.

## Nederzettingen
De gemeente Belitsa bestaat uit vijftien dorpen. 
| stad Belitsa        | град Белица       | 3.362 |
| dorp Kraïsjte       | село Краище       | 2.483 |
| dorp Gorna Kraïsjte | село Горна Краище | 1.191 |
| dorp Babjak         | село Бабяк        | 820   |
| dorp Dagonovo       | село Дагоново     | 742   |
| dorp Tjerenovo      | село Череново     | 277   |
| dorp Palatik        | село Палатик      | 255   |
| dorp Koezjovo       | село Кузьово      | 248   |
| dorp Ljutovo        | село Лютово       | 218   |
| dorp Ortsevo        | село Орцево       | 175   |
| dorp Zlataritsa     | село Златарица    | 98    |
| dorp Galabovo       | село Гълъбово     | 58    |
| gemeente Belitsa    | община Белица     | 9.927 |

## Bevolking
Eind 2017 telde de gemeente Belitsa 9.426 inwoners, waarvan 3.055 inwoners in de stad Belitsa en 6.371 inwoners in een van de elf dorpen op het platteland.

#### Bevolkingsontwikkeling
De bevolking van de stad Belitsa is vrij stabiel gebleven en schommelde rond de 3.500 inwoners in de periode 1956-2011. Daarentegen is de bevolking van de dorpen Gorna Krajshte en Krajshte meer dan verdubbeld. Desalniettemin lopen de kleinere dorpen in een rap tempo leeg.
| stad Belitsa        | 3.281 | 3.825 | 3.762  | 3.362 |
| dorp Krajshte       | 970   | 1.092 | 1.933  | 2.483 |
| dorp Gorna Krajshte | -     | 500   | 1.022  | 1.191 |
| dorp Babyak         | 1.050 | 930   | 813    | 820   |
| dorp Dagonovo       | 438   | 533   | 720    | 742   |
| dorp Tjereshovo     | -     | 414   | 300    | 277   |
| dorp Palatik        | -     | -     | 270    | 255   |
| dorp Koezjovo       | 554   | 585   | 391    | 248   |
| dorp Ljutovo        | 162   | 210   | 245    | 218   |
| dorp Ortsevo        | 391   | 467   | 276    | 175   |
| dorp Zlataritsa     | 514   | 579   | 210    | 98    |
| dorp Galabovo       | 313   | 348   | 175    | 58    |
| gemeente Belitsa    | 7.834 | 9.698 | 10.117 | 9.927 |

#### Religieuze samenstelling
De meerderheid van de bevolking is moslim, vooral op het platteland. In de volkstelling van 2011 reageerden 6.963 van de 9.927 inwoners op de volkstelling. Daarvan waren er 5.199 islamitisch (75%) en 1.533 Bulgaars-orthodox (22%). De meeste moslims in Belitsa zijn etnische Bulgaren/Pomaken (in tegenstelling tot de rest van Bulgarije waar de meeste moslims Bulgaarse Turken zijn).